# Трейнор, Ноэл
Ноэл Трейнор (англ. Noël Treanor; 25 декабря 1950, Сильверстрим, графство Монахан, Ирландия — 11 августа 2024, Брюссель, Бельгия) — ирландский прелат и ватиканский дипломат. Епископ Дауна и Коннора с 22 февраля 2008 по 26 ноября 2022. Архиепископ ad personam с 26 ноября 2022. Апостольский нунций при Европейском союзе с 26 ноября 2022 по 11 августа 2024.
Умер 11 августа 2024 года в Брюсселе в возрасте 73 лет.